# Дроздов, Александр (подводное плавание)
Александр Дроздов (род. 24 сентября 1992 года) — эстонский пловец в ластах.

## Карьера
Начал заниматься подводным спортом в 1994 году под руководством Александра Терентьева. С 1999 года тренировался под руководством Максима Меркурия.
25 раз становился чемпионом Эстонии.
На чемпионате Европы 2010 года в составе эстонской эстафетной четвёрки (Николай Товер, Андрей Сталев, Михаил Беляев, Александр Дроздов) завоевал бронзу. Через два года завоевал серебро и бронзу в индивидуальных дисциплинах. В 2014 году на чемпионате Европы снова становится вице-чемпионом.